# Symmoca signatella
Symmoca signatella is een vlinder uit de familie dominomotten (Autostichidae). De wetenschappelijke naam is voor het eerst geldig gepubliceerd in 1854 door Herrich-Schäffer.
Deze vlinder komt voor in Europa.

## Synoniemen
- Symmoca rosmarinella Walsingham, 1901